# Eragrostis obtusa
Eragrostis obtusa är en gräsart som beskrevs av William Munro, Franciso Manoel Carlos de Mello de Ficalho och William Philip Hiern. Enligt Catalogue of Life ingår Eragrostis obtusa i släktet kärleksgrässläktet och familjen gräs, men enligt Dyntaxa är tillhörigheten istället släktet kärleksgrässläktet och familjen gräs. Arten förekommer tillfälligt i Sverige, men reproducerar sig inte. Inga underarter finns listade i Catalogue of Life.